# Bullard, Texas
Bullard là một thị trấn thuộc quận Smith, tiểu bang Texas, Hoa Kỳ. Năm 2010, dân số của thị trấn này là 2463 người.

## Dân số
- Dân số năm 2000: 1150 người.
- Dân số năm 2010: 2463 người.